# Aljubarrota
Aljubarrota è una frazione nel comune di Alcobaça. È stata costituita come freguesia autonoma nel 2013, accorpando le precedenti Prazeres de Aljubarrota e São Vicente de Aljubarrota.

## Storia
Il borgo medievale conserva le tracce della storia con edifici che non superano il piano d'altezza, caratterizzati dall'uso della pietra come materiale da costruzione e da moltissime colonne e finestre di varie geometrie.
Nelle vicinanze del borgo medievale si è tenuta una delle battaglie più importanti dell'indipendenza nazionale: la battaglia di Aljubarrota, il 14 agosto 1385.
Il villaggio era la sede della contea fino all'inizio del XIX secolo, essendo composto da solo due parrocchie. Il 2 luglio 1993, Aljubarrota ha riguadagnato lo status di città

## Curiosità
- Aljubarrota è sito di una fiera medievale che si tiene annualmente nel mese di agosto, che ricostruisce e commemora la battaglia.

## Monumenti e luoghi d'interesse

### Chiese e cappelle
- Chiesa parrocchiale di San Vincenzo di Aljubarrota
- Chiesa parrocchiale di Nostra Signora della Gioia
- Chiesa della Misericordia
- Cappella di San Pietro
- Cappella di Sant'Amaro
- Cappella di San Romão
- Cappella di Boavista
- Cappella di Santa Teresa
- Cappella della Madonna delle Grazie
- Cappella di Nostra Signora delle Sabbie
- Cappella di Nostra Signora del Monte Carmelo
- Cappella di Nostra Signora della Misericordia

### Borgo medievale
- Via Destra
- Finestra di Manuelina
- Pozzo medievale